# Coupvray
Coupvray (franskt uttal: [kuvʁɛ]
 ( lyssna)) är en kommun i departementet Seine-et-Marne i regionen Île-de-France i norra Frankrike. Kommunen ligger i kantonen Serris som tillhör arrondissementet Torcy. År 2022 hade Coupvray 3 008 invånare.

## Befolkningsutveckling
| Befolkningsutvecklingen i Coupvray 1968–2021 | Befolkningsutvecklingen i Coupvray 1968–2021 | Befolkningsutvecklingen i Coupvray 1968–2021 | Befolkningsutvecklingen i Coupvray 1968–2021 | Befolkningsutvecklingen i Coupvray 1968–2021 |
| -------------------------------------------- | -------------------------------------------- | -------------------------------------------- | -------------------------------------------- | -------------------------------------------- |
|                                              |                                              |                                              |                                              |                                              |
| År                                           |                                              |                                              | Folkmängd                                    |                                              |
| 1968                                         | 1968                                         |                                              | 769                                          |                                              |
| 1975                                         | 1975                                         |                                              | 1 063                                        |                                              |
| 1982                                         | 1982                                         |                                              | 1 416                                        |                                              |
| 1990                                         | 1990                                         |                                              | 2 280                                        |                                              |
| 1999                                         | 1999                                         |                                              | 2 713                                        |                                              |
| 2007                                         | 2007                                         |                                              | 2 790                                        |                                              |
| 2015                                         | 2015                                         |                                              | 2 811                                        |                                              |
| 2021                                         | 2021                                         |                                              | 2 949                                        |                                              |